# The City of Lost Children
The City of Lost Children é um jogo eletrônico do gênero aventura, desenvolvido e publicado pela Psygnosis no dia 31 de março de 1997 nos Estados Unidos para MS-DOS e mais tarde no mesmo ano na Europa. Em 31 de maio daquele ano, o jogo foi lançado para PlayStation nos Estados Unidos e 15 de junho também de 1997 na Europa. No dia 15 de janeiro de 1998, o jogo foi lançado no Japão pela GameBank apenas para o PlayStation.

## História
É uma adaptação do filme francês "La Cité des enfants perdus".
Você joga com Miette, uma jovem garota órfã, presa em um orfanato, vigiada pelas irmãs siamesas tirânicas que forçam a menina a roubar para elas, e assim tornando o orfanato como se fosse uma prisão.
A garota escapa do orfanato e encontra-se nas desoladas ruas de Paris, onde há um cientista chamado Krank que está roubando as crianças, ele está envelhecendo prematuramente devido ao fato de que não pode sonhar e tem desenvolvido uma máquina que irá transferir os sonhos das crianças para sua própria mente. 
Você deverá investigar os arredores e tentar obstruir o cientista louco antes que a cidade seja desprovida de crianças.

## Sons e efeitos
A música é proporcionada por Francis Gorge, juntamente com o compositor da trilha sonora do filme Twin Peaks, Angelo Badalamenti. Quando você está tenso, frustrado e vagando em torno da cidade tentando juntar as pistas, a música funciona como um construtor da paz.
Cada uma das vozes dos personagens, são faladas em alto e bom som. Quando Miette executa uma ação incorreta ela irá notificar "I can't do anything" que traduzido seria "Eu não posso fazer nada". Devido à natureza complexa e estranha dos enigmas, essa fala será constantemente repetida. Isso lentamente começa a moer seu sistema nervoso.

## Jogabilidade
Você irá conhecer e interagir com mais de 20 NPC'S individuais. Em sua viagem, Miette deve resolver muitos enigmas com antecedência, que serão divididos em três objetivos principais.
Você está condenado a completar duas missões introdutórias para Pieuvre, as irmãs Siamesas. Penetrar no gabinete, em seguida, roubar as jóias da casa de Loan Sharks. Essas duas missões o levam para o foco principal do jogo, encontrar as crianças perdidas.
O controle funciona muito bem com o direcional. Os botões usados para mover Miette em todo o conjunto permite coletar e deixar objetos, interagir com certos personagens, efetuar uma ação e abrir seu inventário, correr, mudar câmera, ângulos (quando permitido), se esconder. Miette pode coletar até dez itens e colocá-los no bolso para uso posterior.
O jogo abre na sala de aula com Pieuvre fazendo suas encomendas para a jovem Miette. "Go to the cashiers office and return with the money or we'll throw you in the CELLAR" que seria em português "Vá para o escritório e retorne com o dinheiro da caixa ou vamos jogar você na adega". Você tem tempo para uma rápida olhada ao redor da sala de aula para coletar quaisquer itens úteis.
Aqui reside um pequeno problema com The City of Lost Children. Por que é que cada objeto não mostra um ligeiro brilho (à la Resident Evil), para chamar a sua atenção? Em vez disso, você deve andar sobre cada centímetro quadrado de qualquer sala, pátio, beco, em toda a cidade para recolher algo importante. Errar um objeto por uma fração centímetro, porque a câmera está definida a metros de distância no ar, forçando o jogador a recomeçar o caminho por toda a cidade novamente. Isso acontece primeiro na sala de aula. Passado em um objeto, uma pequena caixa pisca na parte superior da tela e, em seguida, desaparece novamente.
A primeira vez que você visitar a adega a porta permanecerá aberta, a segunda vez ela será bloqueada, por isso, é preciso trabalhar uma saída alternativa.
Depois de ter falado com cada personagem, coletado pistas e localizado todos os objetos você deve então decidir o que fazer com eles. Isso é mais fácil falar do que fazer como algumas das ações são estranhamente bizarras, para dizer o mínimo. Durante o jogo um Ciclope irá bloquear o seu caminho, então você terá que pegar uma escova e mergulhar em um pote de tinta e, em seguida, pintar o olho do monstro para cegá-lo. Ele irá, em seguida, cair na água e se afogar. 
Na verdade, grande parte do jogo parece ilógico. Nunca é claro o que se tem que fazer logo em seguida. Mesmo que você tenha visto o filme, pode-se constatar um jogo bem confuso.